# Arnaud des Pallières
Pour les articles homonymes, voir Pallières.
 (décembre 2023).
- Si vous ne connaissez pas le sujet, laissez ce bandeau (vous pouvez alors contacter les auteurs).
- Si vous supprimez le contenu mis en cause (vous pouvez préalablement contacter les auteurs),

argumentez précisément cette suppression dans la page de discussion
(un manque de référence n'est pas un argument ; une recherche réelle de référence doit avoir été effectuée, être formellement documentée).
 (octobre 2023).
Arnaud des Pallières né le 1er décembre 1961 à Paris, est un cinéaste Français.

## Biographie

### Formations et débuts
Adolescent, il s'initie au théâtre. Parallèlement à ses études littéraires, il met en scène au théâtre : Oxtiern ou les Malheurs du Libertinage avec Mohamed Rouabhi et la voix de Michael Lonsdale, d'après le marquis de Sade , ainsi que Le Mariage Secret, d'après les Lettres à Peter Gast de Nietzsche. Étudiant le cinéma à La Fémis, il invite Hans Jürgen Syberberg, Manoel de Oliveira et Gilles Deleuze, dont il filme la conférence Qu'est-ce que l'acte de Création ? en 1988.

### Approche cinématographique
Scénariste et monteur de ses films, il développe depuis les années 1990 une œuvre partagée entre fictions et essais documentaires.

## Carrière

### Courts métrages
Il réalise une douzaine de courts métrages dont : La Mémoire d’un ange (1989), Les Choses rouges (1993), Avant Après (1994).

### Premiers longs métrages
En 1997, Arnaud des Pallières réalise son premier long métrage, Drancy Avenir, avec Aude Amiot, Thierry Bosc et les voix de Jean-Paul Roussillon et Hanns Zischler. Le film est une enquête poétique sur les traces de l'extermination des Juifs d'Europe dans Paris et sa banlieue.

### Travaux pour la télévision
Répondant à une commande de Bernard Rapp pour la série Un siècle d’écrivains, il réalise Is Dead (Portrait Incomplet de Gertrude Stein) (1999), avec Micheline Dax et Michael Lonsdale. Ce film de 45 minutes tourné en super 16 plonge le spectateur dans l'œuvre et la vie de Gertrude Stein, sous forme d'un libre autoportrait d'elle-même à partir d'un montage de ses textes autobiographiques.
Pour Arte, il réalise Disneyland, mon vieux pays natal (2002), inquiétant voyage intérieur au pays de Mickey.

### Longs-métrages cinéma
Adieu (2003) tourné en six semaines et monté en onze mois, avec Michael Lonsdale, Aurore Clément, Laurent Lucas et Olivier Gourmet, croise plusieurs histoires, dressant le portrait d’une France inhospitalière, à travers l’odyssée d’Ismaël, migrant clandestin renvoyé dans son pays d'origine, et le deuil d’une famille de paysans français qui vient de perdre un fils. Présenté en sélection officielle au Festival de Locarno 2003, le film bénéficie d'un important succès critique malgré une sortie modeste.    
Parc (2008), adapté d’un roman de l'écrivain américain John Cheever, avec Sergi López et Jean-Marc Barr, évoque la dispute violente de deux riches voisins sur la Côte d'Azur. Présenté en sélection officielle de la Mostra de Venise, et au Festival de Toronto, le film divise la critique et le public.

### Essais documentaires
En 2011, Arnaud des Pallières finalise un projet au long cours de plus de dix ans : Poussières d'Amérique. Il assemble des images d’archives privées américaines de la première moitié du XXe siècle, en imaginant un nouveau système de narration alternant images et intertitres. Entrelaçant plusieurs micro-récits, le film compose une histoire subjective de l'Amérique. Le film est présenté aux festivals de Rome, Buenos Aires, Nyons, et en ouverture et compétition internationale du FID Marseille où il remporte le prix du jury RIEC.
Une séquence de Poussières d'Amérique devient un court métrage autonome : Diane Wellington. Racontant le drame secret d’une jeune fille dans le Dakota du Sud à la fin des années 1930.

### Succès public avecMichael Kohlhaas
En 2013, Arnaud des Pallières réalise : Michael Kohlhaas, d'après la célèbre nouvelle de Heinrich von Kleist, avec Mads Mikkelsen, Bruno Ganz et Denis Lavant. Le scénario marque sa première collaboration avec la scénariste Christelle Berthevas. Il raconte la violente quête de justice d’un marchand de chevaux lésé, en lutte contre le système féodal dans la France du XVIe siècle. Sélectionné en compétition au Festival de Cannes 2013, ce film permet au cinéaste de toucher pour la première fois un large public. Le film reçoit plusieurs prix dans les festivals internationaux d'Athènes et de Bruxelles. Nommé cinq fois aux Césars 2014, le film est récompensé par les Césars du meilleur son et de la meilleure musique originale.

### Films récents
Orpheline (2016), avec Adèle Haenel, Adèle Exarchopoulos, Gemma Arterton, et Solène Rigot, est son cinquième long métrage pour le cinéma. Portrait d'une femme à quatre époques de sa vie, inspiré des années de jeunesse de sa co-scénariste Christelle Berthevas et joué par quatre actrices différentes, il reçoit le Bayard d'or du meilleur film au Festival de Namur 2016, ainsi que le Bayard de la meilleure comédienne attribué conjointement aux quatre interprètes principales.
En 2019, il réunit Michael Lonsdale, le chorégraphe et danseur Daniel Larrieu, l'auteur de bande dessinée Bastien Vivès et cinq jeunes danseuses à l'Opéra de Paris pour tourner Degas et moi. Ce film, produit par L'Opéra de Paris pour la 3e Scène, dresse un portrait du peintre des danseuses, à deux âges de sa vie.
Journal d'Amérique (2022) est conçu sur le principe formel de Poussières d'Amérique : extraits de films d'archives et une narration fragmentée en intertitres. Le film est présenté pour la première fois à la Berlinale 2022 dans la sélection « Encounters » et sort en salles le 22 novembre 2023, distribué par Les Films de l'Atalante.
Captives (2024), tourné à l'été 2022 avec Mélanie Thierry, Josiane Balasko, Yolande Moreau, Carole Bouquet, Marina Foïs, Dominique Frot, Elina Löwensohn et Lucie Zhang se déroule à Paris, en 1894. Il raconte l’histoire de Fanni, qui prétend s’être laissée enfermer volontairement à l'hôpital de la Salpêtrière. Cherchant sa mère parmi la multitude d’internées, Fanni découvre la réalité de l’asile et la condition de ces femmes accusées de « folie ». Troisième collaboration au scénario avec Christelle Berthevas, ce film à la distribution exclusivement féminine constitue une plongée dans la condition des femmes au XIXe siècle. Distribué par Wild Bunch, il sort en salles le 24 janvier 2024.

## Filmographie

### Comme réalisateur

#### Courts métrages
- 1989 : La Mémoire d'un ange (22 min)
- 1993 : Avant Après[2] (15 min)
- 1994 : Les Choses rouges[3] (20 min)
- 2005 : Le Narrateur (10 min)
- 2010 : Diane Wellington (16 min)
- 2019 : Degas et moi (16 min)

#### Cinéma
- 1997 : Drancy Avenir
- 2003 : Adieu
- 2009 : Parc
- 2011 : Poussières d'Amérique au programme de La Lucarne (ARTE)
- 2013 : Michael Kohlhaas
- 2016 : Orpheline
- 2022 : Journal d'Amérique
- 2023 : Captives

#### Télévision
- 1988 : Gilles Deleuze : Qu'est-ce que l'acte de création ? Océaniques (La Sept).
- 2000 : Is Dead (Portrait incomplet de Gertrude Stein) dans la collection Un siècle d'écrivains
- 2002 : Disneyland, mon vieux pays natal dans la collection Voyages, voyages (ARTE)

#### Comme acteur
- 2003 : La Chose publique de Mathieu Amalric